# Capra
Capra là một chi động vật có vú trong họ Bovidae, bộ Artiodactyla. Chi này được Linnaeus miêu tả năm 1758. Loài điển hình của chi này là Capra hircus Linnaeus, 1758.

## Các loài
Chi này gồm 9 loài:
- Capra pyrenaica (Dê núi Iberia)
- Capra ibex (Dê núi Alps)
- Capra nubiana (Dê núi Nubia)
- Capra sibirica (Dê núi Siberia)
- Capra walie (Dê núi Walia)
- Capra caucasica (Sơn dương Tây Kavkaz)
- Capra cylindricornis (Sơn dương Đông Kavkaz)
- Capra aegagrus (Dê hoang dã)
  - Dê (Capra aegagrus hircus, đôi khi đề cập đến Capra hircus; gồm cả dê hoang dã)
- Capra falconeri (Markhor)

## Hình ảnh

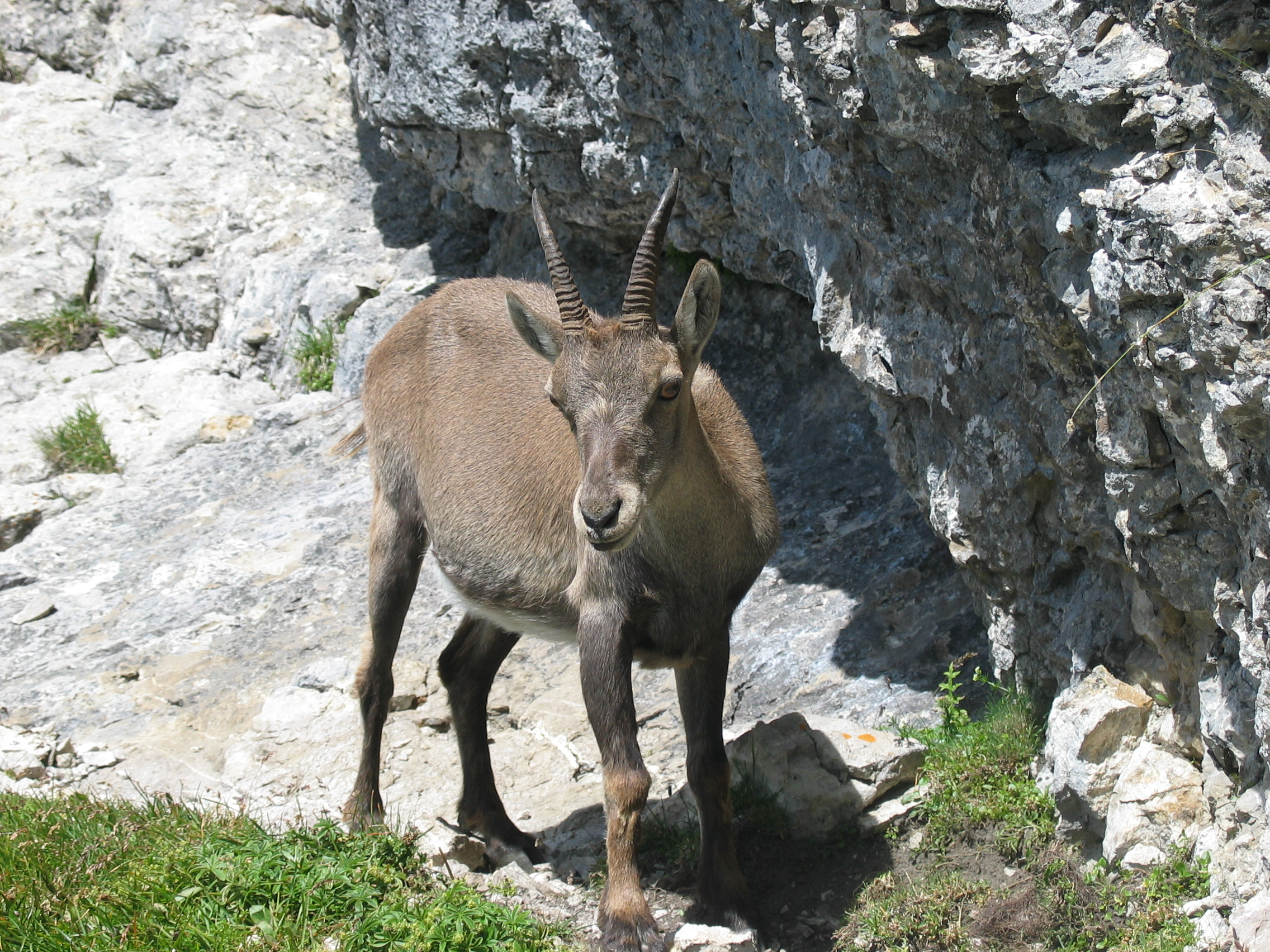
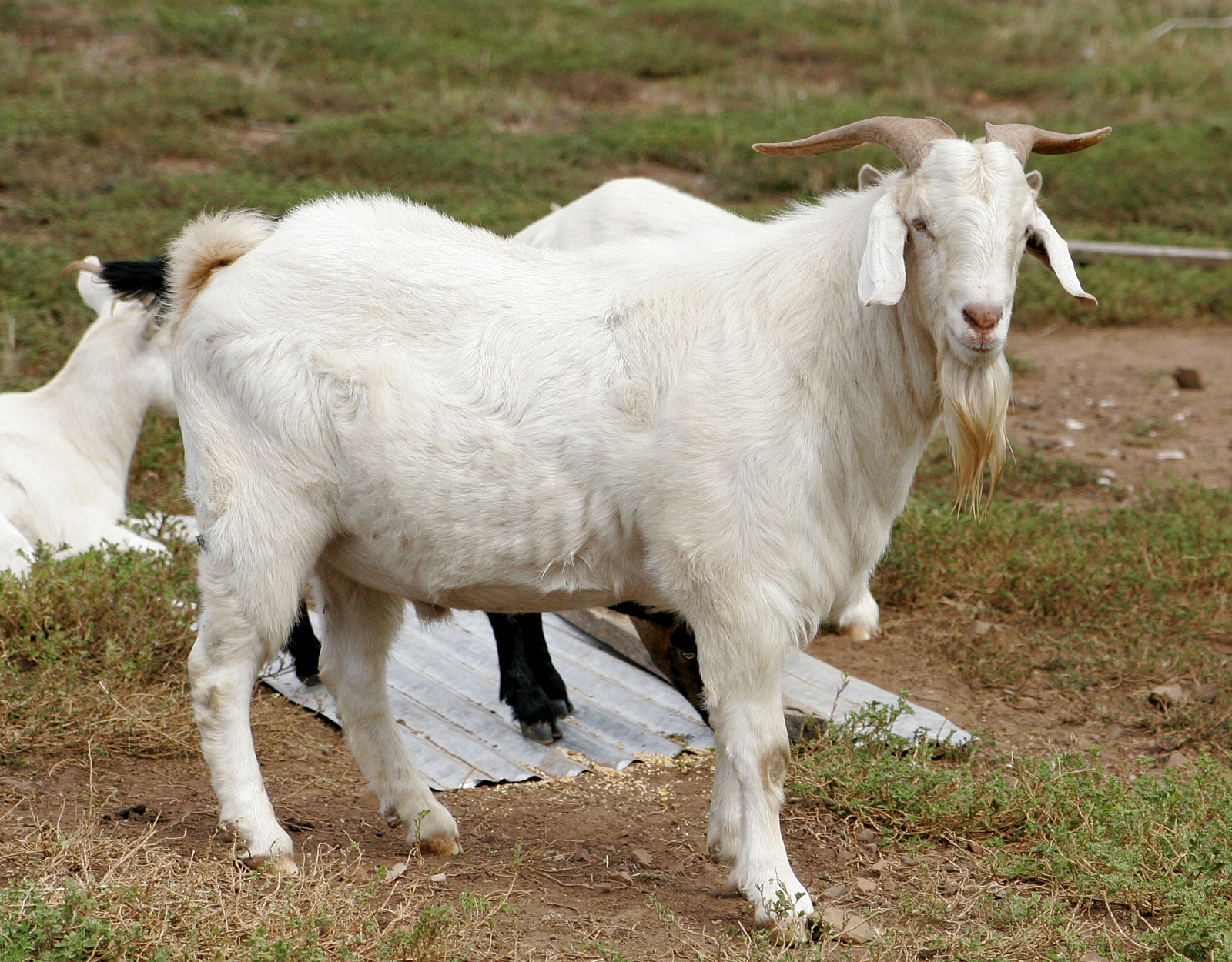
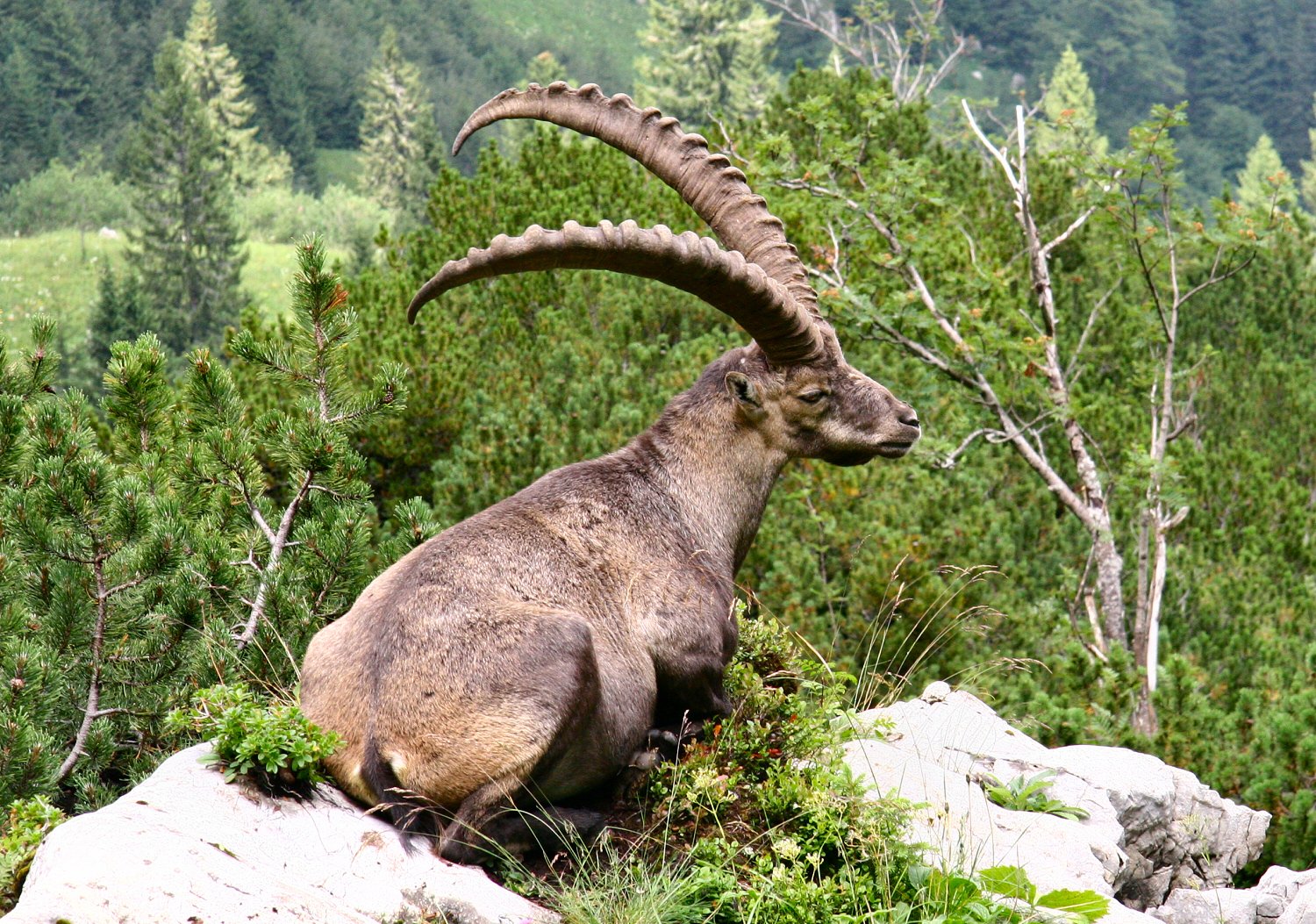
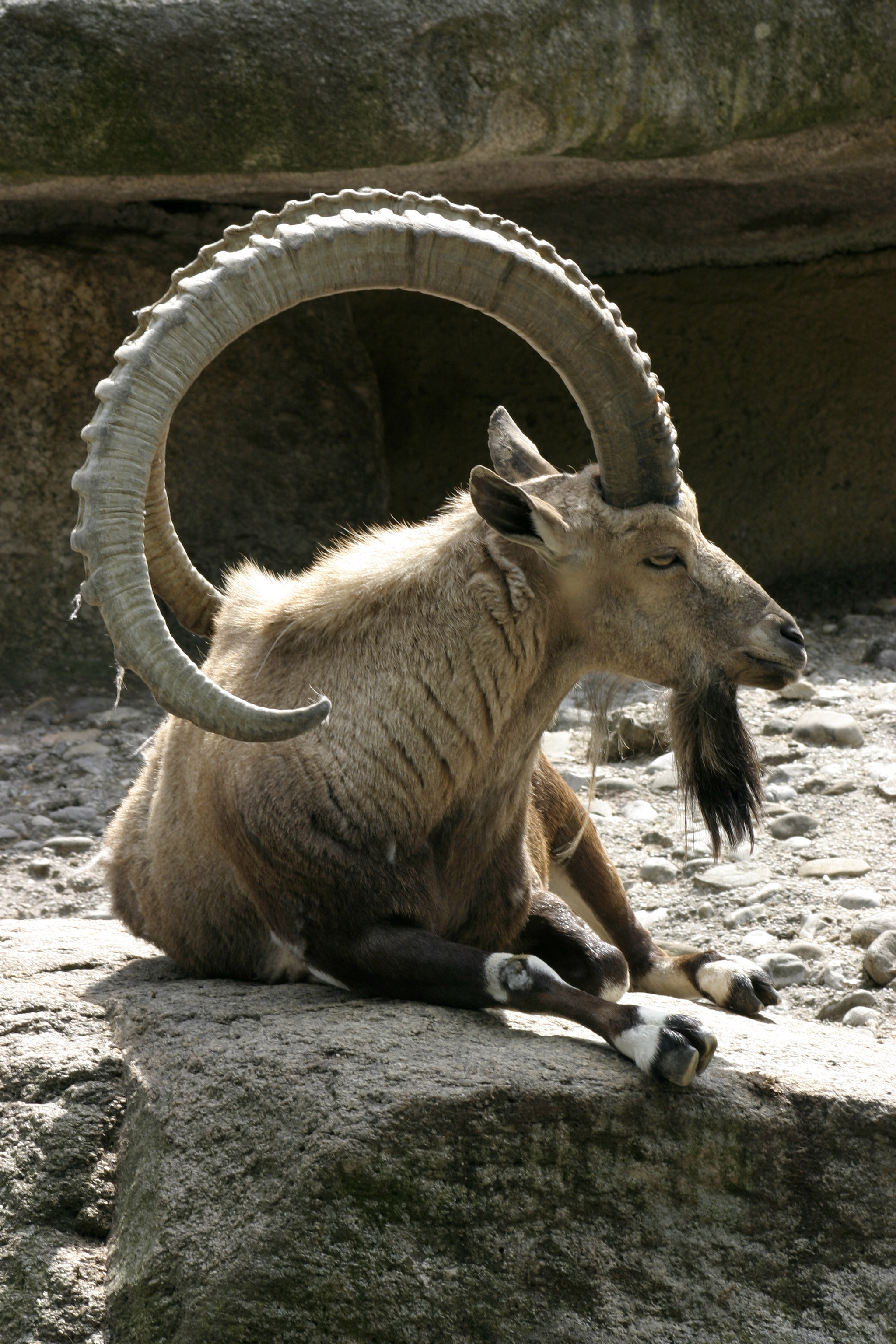